# Albert Chevallier Tayler

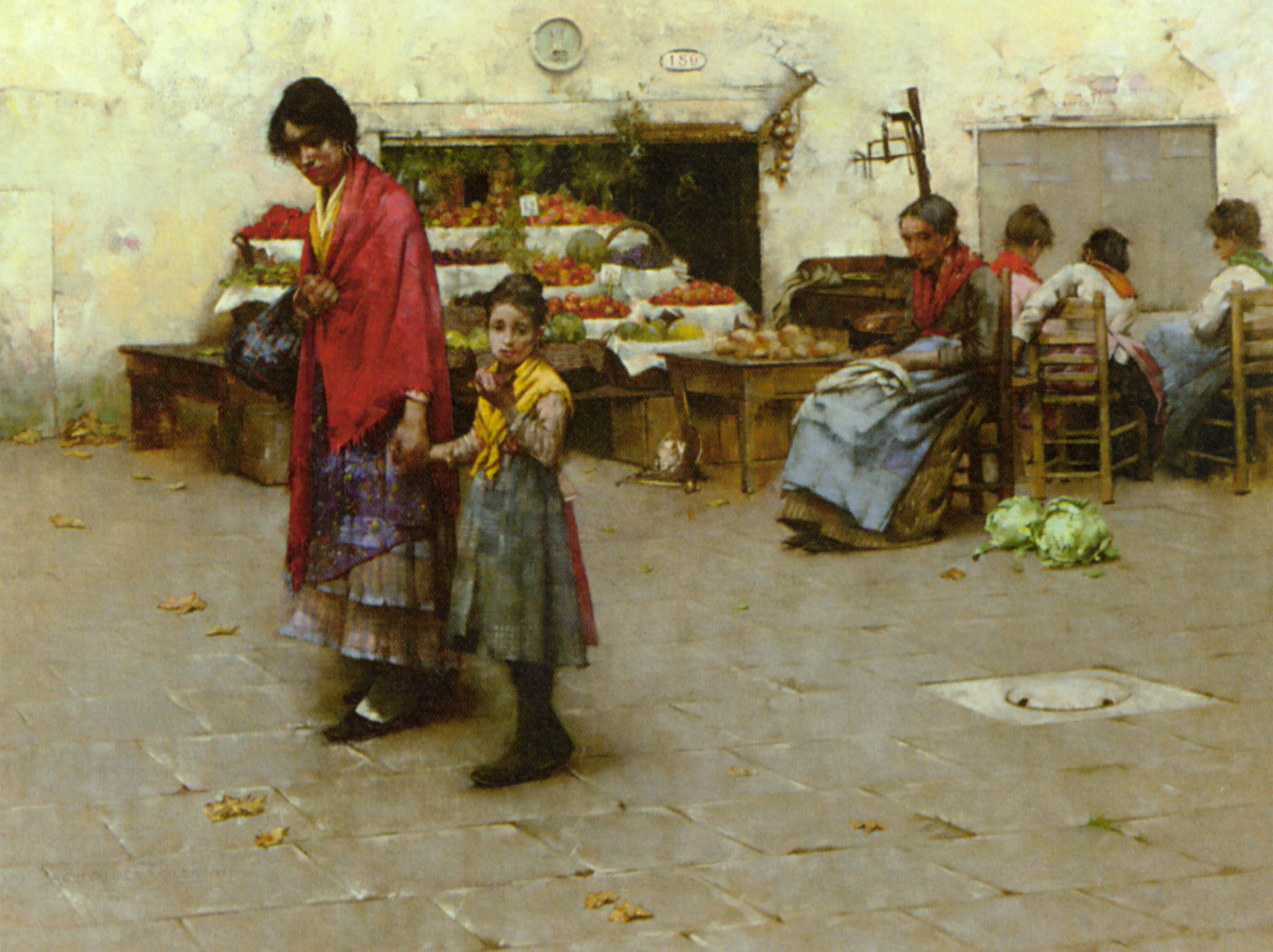
A Day at the Market (1887)

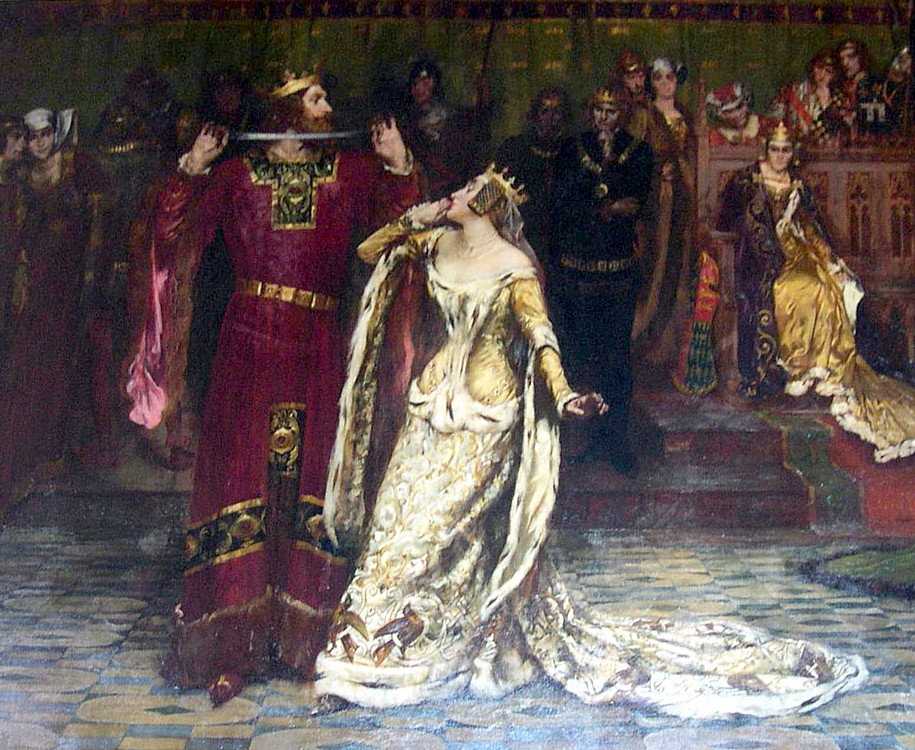
Ceremony of the Garter (1901)

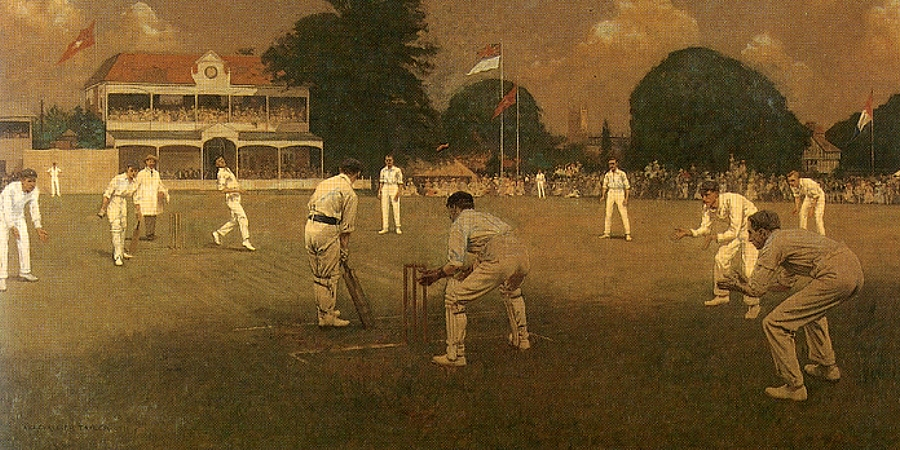
Kent vs Lancashire (1906)

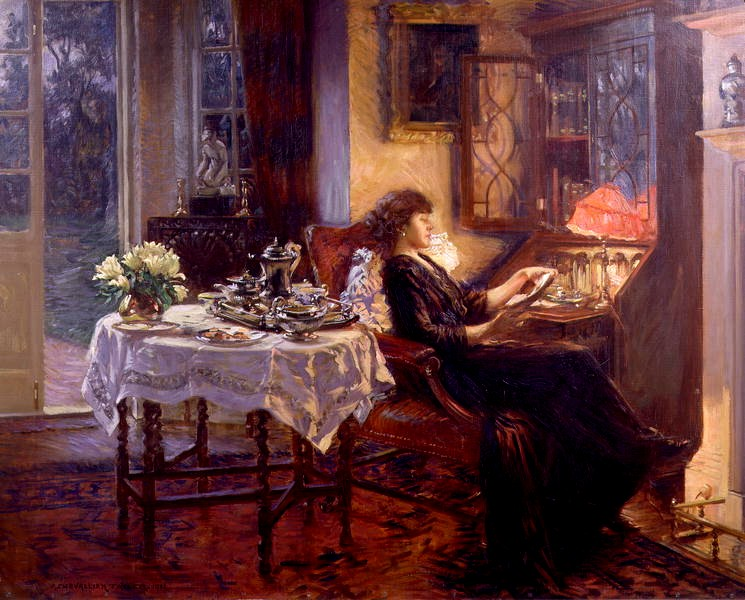
The Quiet Hour (1913)

Albert Chevallier Tayler RA (* 5. April 1862 in Leytonstone, Essex; † 20. Dezember 1925 in London) war ein britischer Maler des Spätimpressionismus und wichtiger Vertreter der Newlyn School, einer Künstlerkolonie des späten 19. und frühen 20. Jahrhunderts.

## Leben und Werk
Albert Chevallier Tayler wurde 1862 als jüngster von den sieben Söhnen des Advokaten William Moseley Tayler geboren. Nach dem Besuch der Bloxham School in Oxfordshire ging Tayler an der Heatherley’s Art School und der Royal Academy School ersten Kunststudien nach. 1879 erhielt er ein Stipendium an der Slade School of Fine Art. Seine Malstudien brachten ihn schließlich 1881 nach Paris, wo er von den Impressionisten stark beeinflusst wurde und bei Jean-Paul Laurens studierte. 1884 zog er nach Newlyn in Cornwall und schloss sich der dort ansässigen Künstlerkolonie an, die später als Newlyn School bezeichnet wurde. Herausragende Künstler dieser Gruppe, mit denen sich Tayler bald anfreundete, waren Henry Scott Tuke, Thomas Cooper Gotch, Stanhope Forbes und der Gründer der Kolonie, Walter Langley. Die Maler dieser Künstlergruppe betrieben Freilichtmalerei in Aquarell- und Ölfarben und stellten das einfache Leben in den Fischerdörfern dar.
1887 konnte Albert Chevallier Tayler erstmals an der Royal Academy of Arts ausstellen und gewann 1891 den Hors Concours Preis des Pariser Salons. Ab 1893 wandelte sich sein Stil von der Genremalerei hin zu romantischen Themen und Szenen. 1895 zog Tayler schließlich wieder nach London und wohnte später in der Nähe des Hyde Parks. 1896 heiratete Tayler Elizabeth Cotes, Tochter eines Arztes aus dem Gefolge von Albert Eward, dem damaligen Prince of Wales und späteren König. Um die Jahrhundertwende erreichte Tayler mit regelmäßigen Ausstellungen in der Fine Art Society, dem Royal Institute of Oil Painters und der Royal Academy of Arts den Höhepunkt seiner Karriere, so dass er häufig seine Bilder gar nicht oder unter Preis verkaufte. Nun malte er auch großformatige Historienbilder wie The Ceremony of the Garter von 1901, in dem die legendäre Szene  dargestellt wird, auf die die Gründung des Hosenbandordens zurückgeht. König Edward III. hat das Strumpfband seiner Geliebten Catherine Grandison aufgehoben, das sie verloren hatte, und wird es nun als sein eigenes bezeichnen. 1910 wurde Tayler zum Mitglied der Royal Academy berufen, wo er insgesamt 49 Gemälde ausgestellt hatte, und wurde zum Honorary Secretary der von Thomas Cooper Gotch 1887 gegründeten Royal British Colonial Society of Artists ernannt. Im Ersten Weltkrieg traf ihn das Schicksal schwer, denn seine beiden Söhne wurden getötet. Am 20. Dezember 1925 starb der Künstler an akuter Bronchitis und wurde im Friedhof von St. Mary’s in Kensal Green beerdigt.
Tayler war seit seiner Jugend ein bemerkenswert guter Cricketspieler. Nachdem er zu einem bekannten Künstler geworden war, wurde er in den Artists Cricket Club aufgenommen und spielte in den regelmäßig ausgetragenen Partien zwischen bildenden Künstlern und Schriftstellern gegen Persönlichkeiten wie Arthur Conan Doyle, Ernest William Hornung, P. G. Wodehouse und J. M. Barrie. Bereits früh hatte Tayler begonnen, im Freilichtstil Cricketspiele zu malen, was zur damaligen Zeit als sehr ungewöhnlich galt, ihn später aber auch sehr populär machte. 1905 schuf Tayler eine Serie von zwölf Aquarellbildern, auf denen die berühmtesten Cricketspieler der damaligen Zeit in fotografieartigen Momentaufnahmen dargestellt sind und die sich heute in der National Portrait Gallery in London befinden. 1906 malte Tayler eine Szene des Cricketspiels zwischen Kent und Lancashire in Canterbury, das von Kent in Auftrag gegeben worden war. Im Juni 2006 erzielte dieses Bild bei einer Auktion, auf der es vom County Kent zum Verkauf angeboten wurde, einen Preis von 680 000 £, was heute etwa 1.327.000 £ entspricht.